# جوان ميكيل أوليفر
جوان ميكيل أوليفر (بالإسبانية: Joan Miquel Oliver)‏ هو كاتب أغاني ومغني وعازف قيثارة إسباني، ولد في 1974 في سويير في إسبانيا.

## وصلات خارجية
- الموقع الرسمي
- جوان ميكيل أوليفر على موقع IMDb (الإنجليزية)
- جوان ميكيل أوليفر على موقع ميوزك برينز (الإنجليزية)
- جوان ميكيل أوليفر على موقع ديسكوغز (الإنجليزية)
- جوان ميكيل أوليفر على موقع قاعدة بيانات الفيلم (الإنجليزية)